# 100 Girls
100 Girls, en español 100 Chicas es una película de comedia estrenada en el año 2000, dirigida por Michael Davis y fue protagonizada por Jonathan Tucker, Emmanuelle Chriqui, James DeBello y Katherine Heigl.

## Argumento
Matthew, un joven común, conoce a la chica de sus sueños de una forma curiosa: un día cualquiera se va la luz y Matthew queda encerrado dentro de un ascensor. En ese momento tiene relaciones con una  mujer que no vio al entrar ni conoce. Matthew se enamora perdidamente de ella, aunque es incapaz de reconocer su rostro; lo único que sabe de ella es que vive en la residencia con 99 chicas más. En un intento por encontrarla, se introduce como "el chico de limpieza" en la residencia y se hace amigo de 99 chicas. Mientras limpia sus habitaciones, busca el sostén que haga juego con unas bragas que dejó la desconocida en el ascensor.
Una comedia romántica en la que el protagonista, a la vez que intenta encontrar a la chica de sus sueños, descubre diferentes características del resto de mujeres que conviven en esa residencia: una tiene una dieta a base de algas, otra siempre habla por teléfono con su novio todos los días para asegurarse de que no le es infiel, está la que se escribe "torpedos" en los senos, la que está obsesionada con el color morado...

## Reparto
| Actor              | Rol        |
| ------------------ | ---------- |
| Jonathan Tucker    | Matthew    |
| Emmanuelle Chriqui | Patty      |
| James DeBello      | Rod        |
| Katherine Heigl    | Arlene     |
| Larisa Oleynik     | Wendy      |
| Jaime Pressly      | Cynthia    |
| Marissa Ribisi     | Dora       |
| Johnny Green       | Crick      |
| Aimee Graham       | Sra. Stern |
| Ange Billman       | Dana       |
| Kristina Anapau    | Sasha      |
| Rainbeau Mars      | Maureen    |
| Kristin Herold     | Barbara    |
| Anya Marina        | Rhonda     |
| Josephine Angelini | Michelle   |
| Julieanne Steger   | Penny      |
| Ivana Bozilovic    | Rene       |
| Eric Szmanda       | Sam        |

## 100 Women
100 mujeres (2003) es una secuela temática del mismo escritor / director. Tuvo una versión limitada como Fiebre de Chicas antes de ser publicada en DVD.